# Зигмунт Лісткевич
Зигмунт Лісткевич (пол. Zygmunt Listkiewicz; 17 березня 1932 (93 роки) — 10 травня 1989) — польський актор театру, кіно і телебачення, також театральний педагог.

## Біографія
Зигмунт Лісткевич народився у Варшаві. Акторську освіту отримав в Державній вищій театральній школі (тепер Театральна академія ім. А. Зельверовича у Варшаві, яку закінчив у 1955 році. Актор театрів у Варшаві. Виступав у виставах польського «театру телебачення» в 1954—1986 роках. Викладач Державної вищої театральної школи у Варшаві в 1958—1968 роках. Помер у Варшаві.
Син, Міхал Лісткевич (нар. 1953) — польський футбольний арбітр, у 1999—2008 роках — президент Польського футбольного союзу.

## Вибрана фільмографія
- 1953 — Три повісті / Trzy opowieści
- 1955 — Годинник надії / Godziny nadziei
- 1956 — Тінь / Cień
- 1956 — Людина на рейках / Człowiek na torze
- 1958 — Ероїка / Eroica
- 1960 — Косооке щастя / Zezowate szczęście
- 1961 — Самсон / Samson
- 1963 — Де генерал? / Gdzie jest generał…
- 1964 — Зустріч зі шпигуном / Spotkanie ze szpiegiem
- 1966 — Кохаймо сиренки / Kochajmy syrenki
- 1975 — Директора / Dyrektorzy (тільки в 6-й серії)
- 1976 — Лебідка / Dźwig
- 1976 — Польські шляхи / Polskie drogi (тільки в 6-й серії)
- 1990 — Ян Кілінський / Jan Kiliński

## Визнання
- 1967 — Нагрудний знак 1000-річчя польської держави.
- 1975 — Заслужений діяч культури Польщі.